# Aulus Vitellius
Aulus Vitellius (en latin : Aulus Vitellius Major) (mort en 32) est un homme politique de l'Empire romain.

## Biographie
Fils de Publius Vitellius et frère de Lucius Vitellius Major.
Il est consul suffect en juillet 32 et meurt en charge.